# Francisco Torres
Francisco Javier „Paco” Torres Zamores (ur. 12 maja 1983 w León) – meksykański piłkarz występujący na pozycji środkowego pomocnika, reprezentant Meksyku.

## Kariera klubowa
Torres jest wychowankiem akademii juniorskiej stołecznego zespołu Club América, do którego pierwszej drużyny został włączony przez szkoleniowca Manuela Lapuente. W meksykańskiej Primera División zadebiutował w swoje dziewiętnaste urodziny, 12 maja 2002 w wygranym 3:1 spotkaniu z La Piedad. Już w swoim premierowym, wiosennym sezonie Verano 2002 zdobył ze swoim klubem tytuł mistrza Meksyku, jednak pełnił wyłącznie rolę głębokiego rezerwowego. Premierowego gola w najwyższej klasie rozgrywkowej strzelił 19 stycznia 2003 w zremisowanych 1:1 derbach z Guadalajarą, natomiast w 2004 roku zajął z Américą drugie miejsce w rozgrywkach kwalifikacyjnych do Copa Libertadores – InterLidze. W wiosennym sezonie Clausura 2005 wywalczył z ekipą prowadzoną przez Mario Carrillo swoje drugie mistrzostwo Meksyku, lecz dopiero po tym sukcesie zaczął częściej pojawiać się na boiskach w wyjściowym składzie. W tym samym roku zdobył superpuchar Meksyku – Campeón de Campeones, zaś w 2006 roku wywalczył Puchar Mistrzów CONCACAF. Ogółem w barwach Amériki spędził blisko pięć lat, jednak głównie jako rezerwowy.
Latem 2006 Torres – w ramach rozliczenia za transfer Vicente Matíasa Vuoso – przeszedł do zespołu Santos Laguna z siedzibą w Torreón. Tam od razu wywalczył sobie pewne miejsce w linii pomocy i w sezonie Clausura 2008 zdobył z prowadzoną przez Daniela Guzmána ekipą trzecie w swojej karierze mistrzostwo Meksyku. Już pół roku po tym osiągnięciu został jednak relegowany na ławkę rezerwowych i w tej roli w wiosennym sezonie Bicentenario 2010 zanotował z Santos Laguną tytuł wicemistrza kraju. Sukces ten powtórzył również sześć miesięcy później, podczas jesiennych rozgrywek Apertura 2010. Bezpośrednio po tym udał się na wypożyczenie do niżej notowanego klubu Jaguares de Chiapas z miasta Tuxtla Gutiérrez, którego barwy reprezentował przez pół roku jako rezerwowy i bez większych sukcesów, po czym został wypożyczony po raz kolejny, tym razem do drużyny Club Atlas z siedzibą w Guadalajarze. Tam występował z kolei przez rok, pełniąc rolę podstawowego pomocnika, jednak nie potrafił nawiązać do osiągnięć odnoszonych z Américą i Santosem Laguna.
W lipcu 2012 Torres – również na zasadzie wypożyczenia – zasilił zespół Monarcas Morelia, gdzie grał przez rok, nie potrafiąc sobie wywalczyć pewnego miejsca w wyjściowej jedenastce i nie zanotował poważniejszych sukcesów. Bezpośrednio po tym po raz drugi w karierze został wypożyczony na sześć miesięcy do Chiapas FC, w którym pełnił jednak wyłącznie rolę głębokiego rezerwowego, po czym został ściągnięty przez Rubéna Omara Romano – swojego byłego trenera z Santosu Laguna, Atlasu i Morelii – do prowadzonej przez niego drużyny Puebla FC. Tam w sezonie Apertura 2014, będąc podstawowym zawodnikiem ekipy, dotarł z nią do finału krajowego pucharu – Copa MX, natomiast już pół roku później, podczas rozgrywek Clausura 2015, wywalczył z Pueblą to trofeum. W tym samym roku wygrał również superpuchar Meksyku – Supercopa MX.

## Kariera reprezentacyjna
W listopadzie 2002 Torres został powołany przez szkoleniowca Eduardo Rergisa do reprezentacji Meksyku U-20 na Mistrzostwa Ameryki Północnej U-20. Na panamskich boiskach pełnił rolę podstawowego zawodnika swojej drużyny i rozegrał wszystkie trzy spotkania, zaś jego kadra zajęła wówczas drugie miejsce w swojej grupie. Rok później znalazł się w składzie na Młodzieżowe Mistrzostwa Świata w ZEA, gdzie również miał pewne miejsce w linii pomocy i wystąpił we wszystkich możliwych trzech meczach (z czego w dwóch w wyjściowym składzie). Meksykanie uplasowali się na ostatniej, czwartej lokacie w grupie, wskutek czego odpadli z młodzieżowego mundialu już w fazie grupowej.
W seniorskiej reprezentacji Meksyku Torres zadebiutował za kadencji szwedzkiego selekcjonera Svena-Görana Erikssona, 12 listopada 2008 w wygranym 2:1 meczu towarzyskim z Ekwadorem. Był to zarazem jego jedyny występ w kadrze narodowej.

## Statystyki kariery

### Klubowe
| Club América  | 2001–2002 | Meksyk | Liga MX | 1   | 0  | –  | – | –             | –  | – | 1   | 0  |
| Club América  | 2002–2003 | Meksyk | Liga MX | 9   | 1  | –  | – | LMC           | 3  | 0 | 12  | 1  |
| Club América  | 2003–2004 | Meksyk | Liga MX | 2   | 0  | 2  | 0 | –             | –  | – | 4   | 0  |
| Club América  | 2004–2005 | Meksyk | Liga MX | 24  | 3  | 1  | 0 | –             | –  | – | 25  | 3  |
| Club América  | 2005–2006 | Meksyk | Liga MX | 33  | 1  | –  | – | LMC           | 5  | 0 | 38  | 1  |
| Santos Laguna | 2006–2007 | Meksyk | Liga MX | 34  | 1  | –  | – | –             | –  | – | 34  | 1  |
| Santos Laguna | 2007–2008 | Meksyk | Liga MX | 40  | 4  | –  | – | –             | –  | – | 40  | 4  |
| Santos Laguna | 2008–2009 | Meksyk | Liga MX | 34  | 2  | –  | – | LMC           | 5  | 0 | 39  | 2  |
| Santos Laguna | 2009–2010 | Meksyk | Liga MX | 21  | 0  | –  | – | SL            | 2  | 1 | 23  | 1  |
| Santos Laguna | 2010–2011 | Meksyk | Liga MX | 10  | 0  | –  | – | LMC           | 8  | 1 | 18  | 1  |
| Chiapas       | 2010–2011 | Meksyk | Liga MX | 7   | 0  | –  | – | CL            | 5  | 1 | 12  | 1  |
| Atlas         | 2011–2012 | Meksyk | Liga MX | 32  | 3  | –  | – | –             | –  | – | 32  | 3  |
| Morelia       | 2012–2013 | Meksyk | Liga MX | 27  | 1  | 9  | 1 | –             | –  | – | 36  | 2  |
| Chiapas       | 2013–2014 | Meksyk | Liga MX | 2   | 0  | 5  | 1 | –             | –  | – | 7   | 1  |
| Puebla        | 2013–2014 | Meksyk | Liga MX | 15  | 0  | 2  | 0 | –             | –  | – | 17  | 0  |
| Puebla        | 2014–2015 | Meksyk | Liga MX | 26  | 0  | 8  | 0 | –             | –  | – | 34  | 0  |
| Puebla        | 2015–2016 | Meksyk | Liga MX | 28  | 2  | 2  | 0 | CL            | 2  | 0 | 32  | 2  |
| Puebla        | 2016–2017 | Meksyk | Liga MX | 0   | 0  | 0  | 0 | –             | –  | – | 0   | 0  |
| Ogółem        | Ogółem    | Ogółem | Ogółem  | 345 | 18 | 29 | 2 | LMC + SL + CL | 30 | 3 | 404 | 23 |

- LMC – Liga Mistrzów CONCACAF
- SL – SuperLiga
- CL – Copa Libertadores

### Reprezentacyjne
| Meksyk | Meksyk | 2008   | 1 | 0 | – | – | – | – | – | 1 | 0 |
| Ogółem | Ogółem | Ogółem | 1 | 0 | – | – | – | – | – | 1 | 0 |